# Liste d'espèces chimiques détectées dans le milieu interstellaire ou circumstellaire
Cette liste non exhaustive recense un peu plus de 240 espèces chimiques polyatomiques (molécules, radicaux libres ou ions) détectées dans le milieu interstellaire ou circumstellaire, classées par nombre d'atomes constituants. Sont mentionnées la formule brute ou semidéveloppée de chaque espèce, ainsi que toute forme ionisée éventuellement observée. Si aucune formule n'est donnée dans la colonne « Molécule ou radical », c'est que seule la forme ionisée a été observée.

## Détection

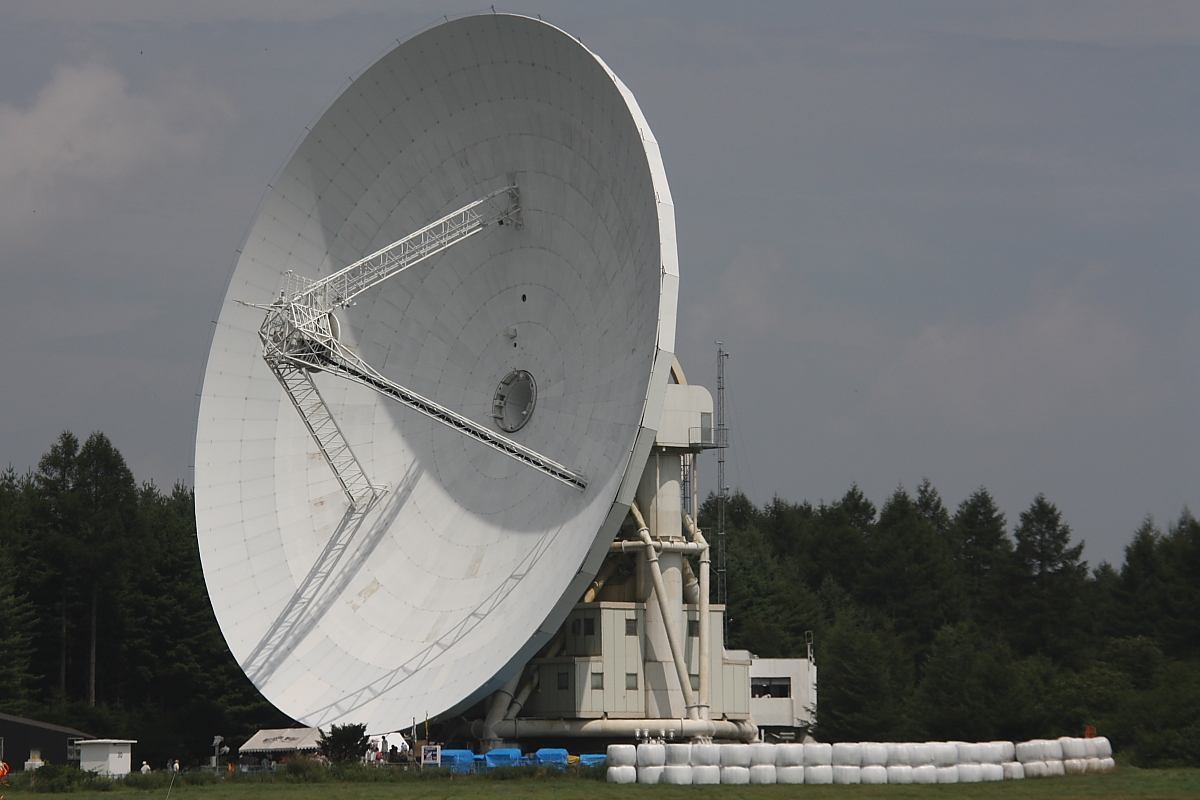
Radiotélescope de 45 m de l'observatoire radio de Nobeyama, au Japon, pour l'observation millimétrique, à l'origine de la détection de diverses espèces chimiques dans l'espace, dont l'acétonitrile.

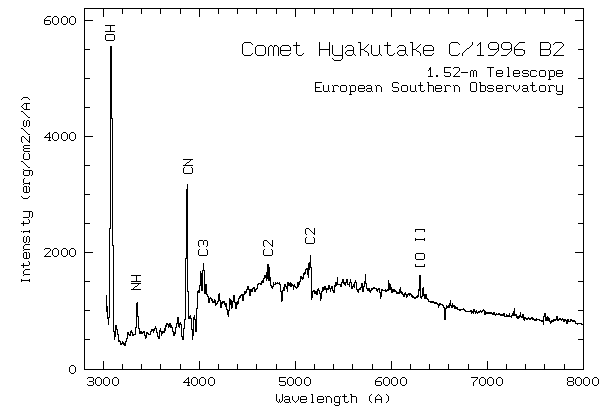
Spectre de la comète Hyakutake, observée en 1996.

Les espèces chimiques listées ci-dessous ont été détectées par spectroscopie astronomique. Leurs raies spectrales sont produites par l'absorption ou l'émission de photons à des longueurs d'onde spécifiques de leurs transitions électroniques entre niveaux d'énergie, ainsi que de leurs rotations et vibrations moléculaires — spectroscopie rotationnelle et rotationnelle-vibrationnelle. Les détections sont généralement réalisées dans les longueurs d'onde radio, micro-onde ou infrarouge.
Le spectre d'une espèce chimique est déterminé par les règles de sélection de la chimie quantique et de la symétrie moléculaire. Certaines espèces présentent un spectre simple qu'il est aisé d'identifier tandis que d'autres — même des espèces comprenant très peu d'atomes — peuvent être très complexes et impliquer un grand nombre de raies, ce qui les rend bien plus difficiles à caractériser. Les interactions entre les noyaux atomiques et les électrons sont parfois à l'origine de la structure hyperfine des raies spectrales. L'existence d'isotopologues, c'est-à-dire d'espèces chimiques qui ne se différencient que par la présence d'un isotope de l'un de leurs atomes, complique encore davantage l'identification des spectres par déplacement isotopique.

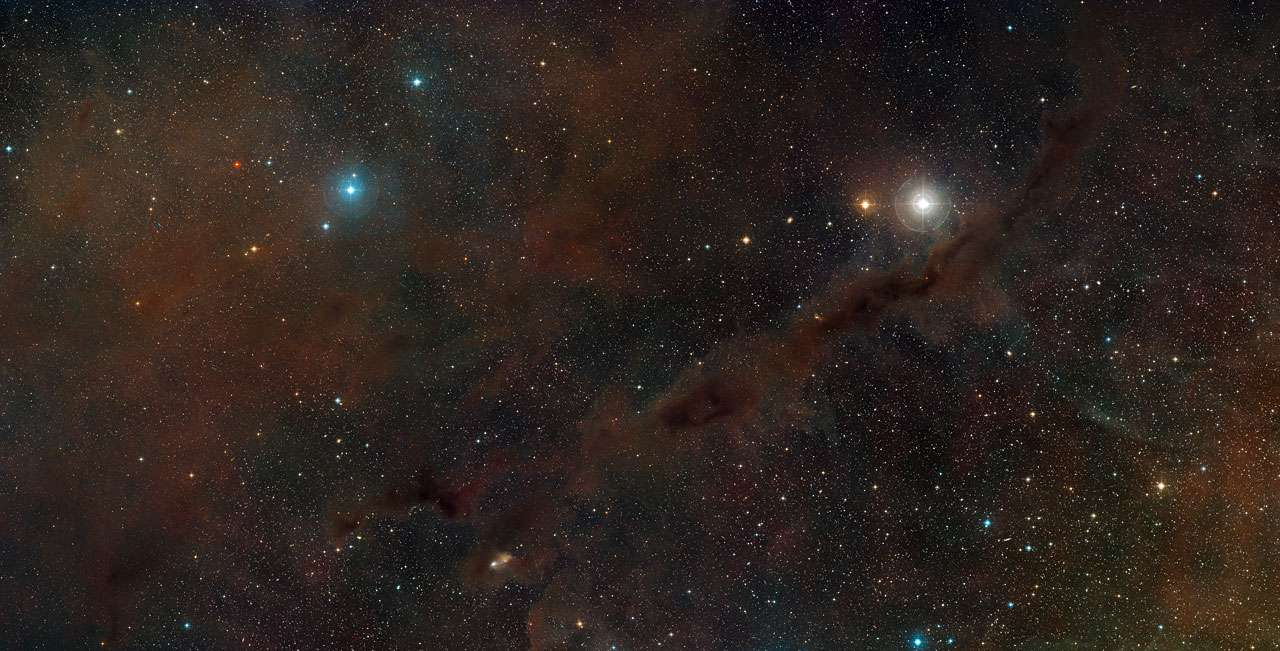
Aperçu du TMC-1, où divers polyynes et cyanopolyynes ont été observés.

La détection d'une nouvelle espèce circumstellaire ou interstellaire passe par l'identification d'un objet astronomique où elle est susceptible d'être présente, puis par son observation à l'aide d'un télescope équipé d'un spectrographe fonctionnant à la longueur d'onde requise avec la résolution spectrale et la sensibilité nécessaires. La première espèce chimique détectée dans le milieu interstellaire est le radical CH• (méthylidyne), détecté en 1937 grâce à sa forte transition électronique à 430 nm, dans le spectre visible. Le répertoire des espèces chimiques détectées dans l'espace est biaisé en faveur de certaines formes plus faciles à détecter, la radioastronomie étant par exemple plus sensible aux espèces linéaires ayant un moment dipolaire élevé. Le cyanoacétylène H−C≡C−C≡N a ainsi été détecté dès juillet 1970 à l'aide du radiotélescope de 140 ft du NRAO, tandis que des cyanopolyynes HCnN étaient identifiés pour n = 3, 5, 7, 9 dans le nuage moléculaire 1 du Taureau (TMC-1) au cours des années 1970.

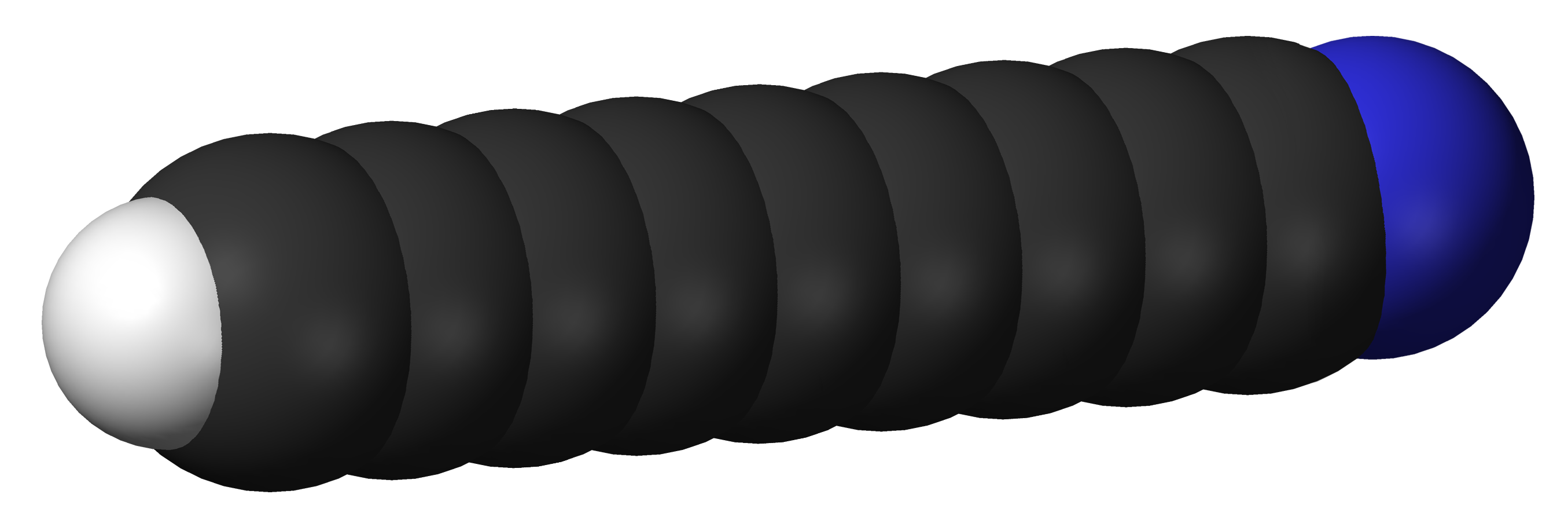
Cyanotétra-acétylène HC9N.

Nébuleuse de la Patte de Chat, dans la constellation du Scorpion, montrant en vert des régions fluorescentes sous l'effet d'HAP.

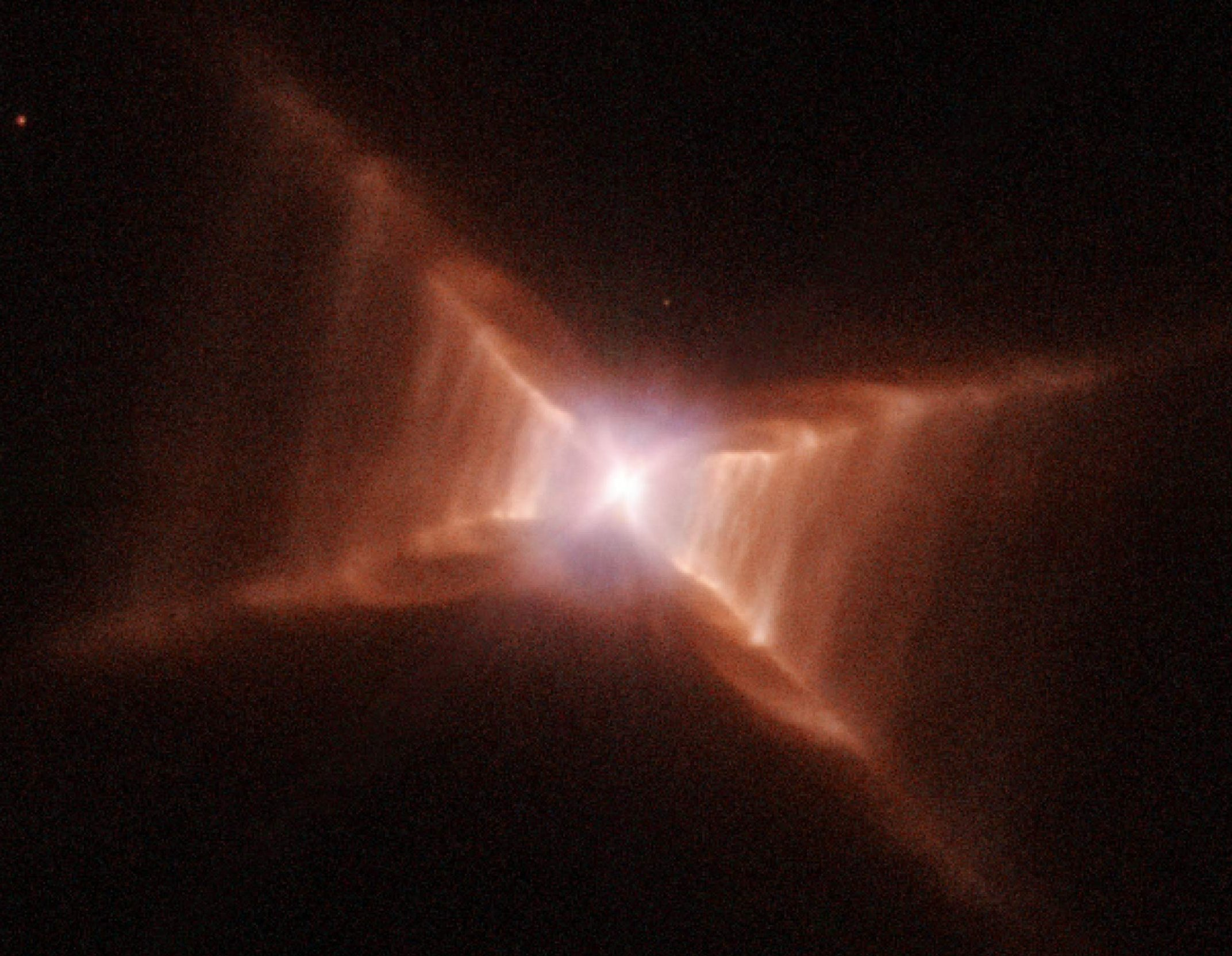
Nébuleuse du Rectangle rouge, protonébuleuse planétaire connue pour être riche en HAP.

La molécule la plus abondante de l'univers, l'hydrogène moléculaire H2, est complètement invisible aux radiotélescopes car elle n'a aucun moment dipolaire ; ses transitions électroniques sont trop énergétiques pour les télescopes optiques, de sorte que sa détection nécessite de recourir aux observations ultraviolettes, par exemple par fusée-sonde. Les raies de vibration ne sont généralement pas spécifiques d'une molécule donnée, ce qui ne permet d'identifier qu'une classe de molécules. On sait ainsi que les hydrocarbures aromatiques polycycliques (HAP) sont abondants dans l'espace en raison de leurs raies de vibration, qui sont largement observées dans l'infrarouge, mais il n'est pas possible d'identifier précisément de quelles molécules il s'agit. On suspecte ainsi fortement la présence d'anthracène et de pyrène, parmi bien d'autres HAP, dans la nébuleuse du Rectangle rouge, située dans la constellation de la Licorne.

HAP probablement présents dans la nébuleuse du Rectangle rouge
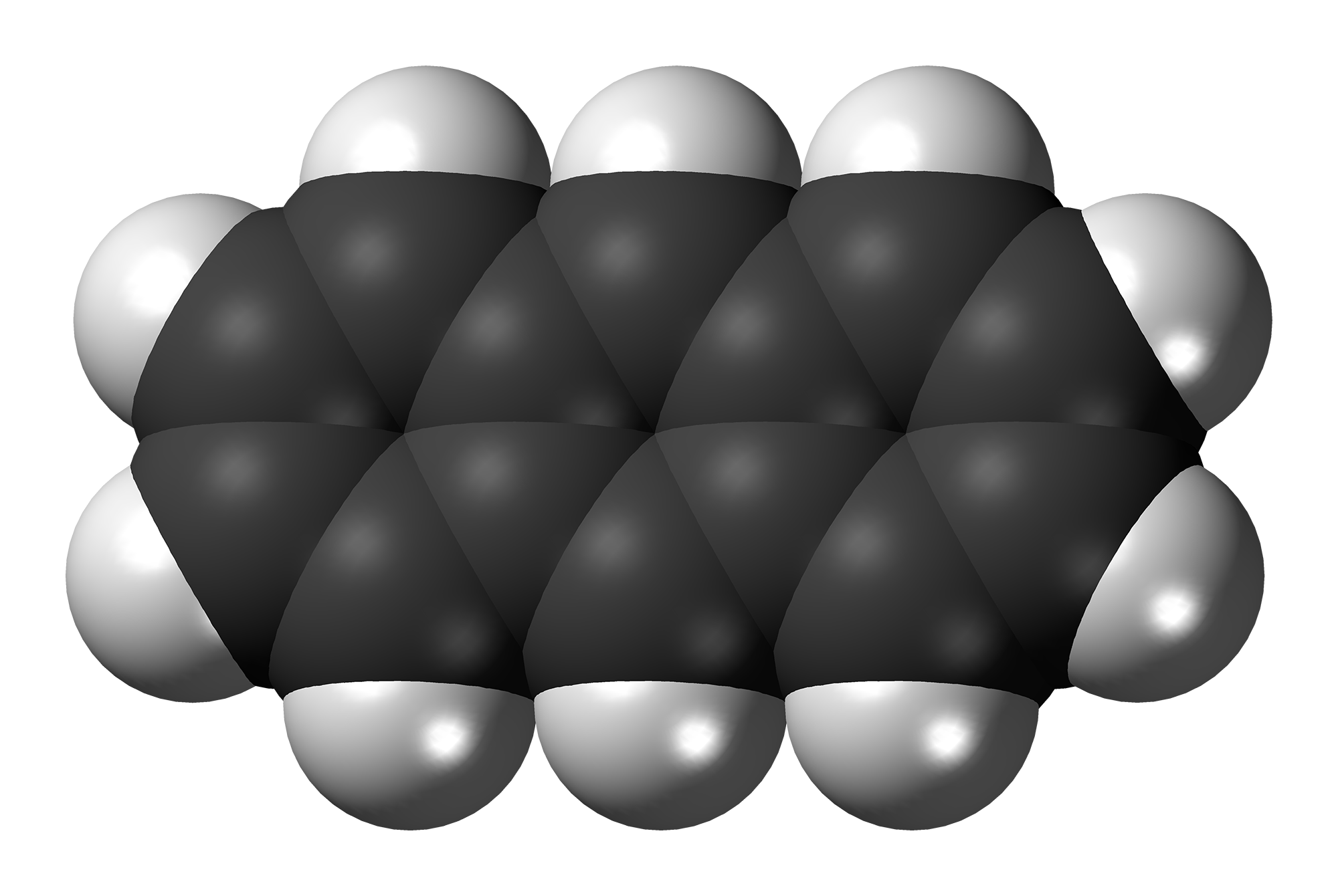
Anthracène C14H10.
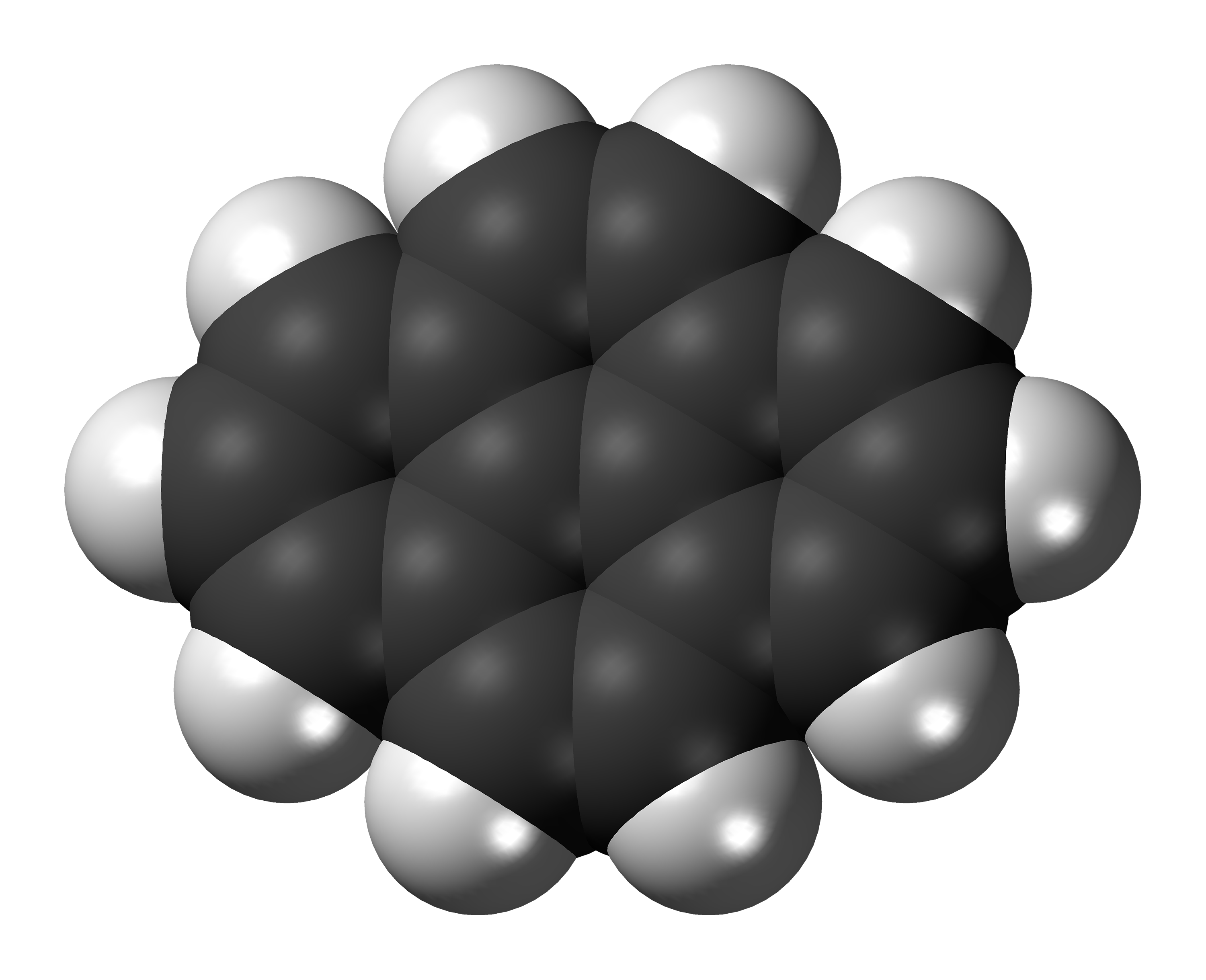
Pyrène C16H10.

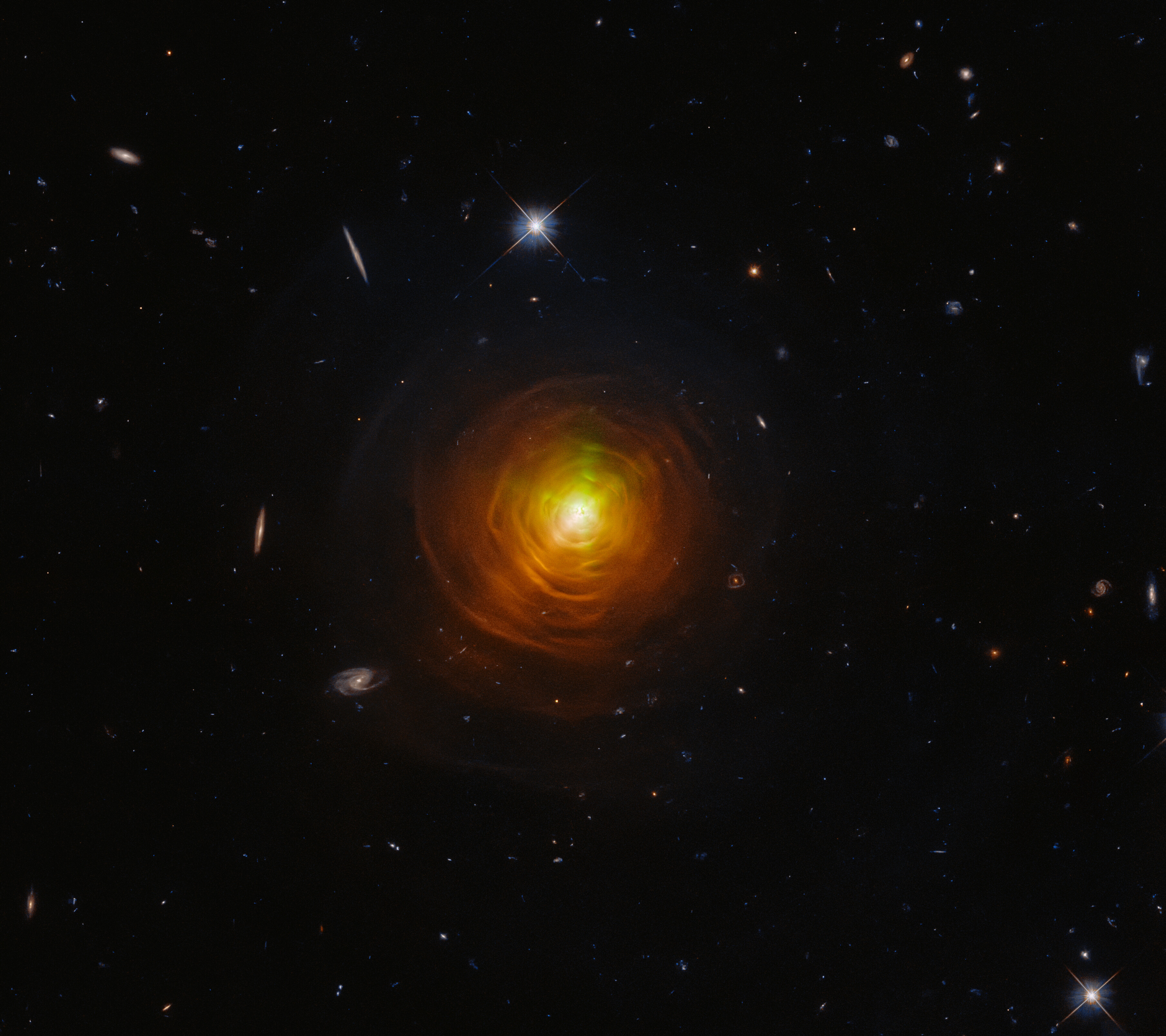
L'étoile carbonée CW Leonis est entourée d'enveloppes contenant de nombreuses espèces chimiques.

Les molécules interstellaires sont formées par des réactions chimiques dans les nuages interstellaires de gaz et poussières interstellaires et circumstellaires. Généralement, ceci se produit lorsqu'une molécule est ionisée, souvent à la suite d'une interaction avec des rayons cosmiques. L'ion, électriquement chargé, attire un réactif proche par interaction électrostatique. Les molécules peuvent également être générées par réactions entre atomes neutres et molécules, mais ce processus est souvent plus lent. Les grains de poussière jouent un rôle important en protégeant les molécules des effets ionisants des rayons ultraviolets émis par les étoiles.
Sagittarius B2 est une région fréquemment ciblée par les observations. Ce nuage moléculaire de très grande taille est situé près du centre de la Voie lactée. Près de la moitié des molécules citées ci-dessous ont été détectées pour la première fois à proximité de Sagittarius B2, et presque toutes les autres y ont ensuite été détectées. L'étoile carbonée CW Leonis, également appelée IRC +10216, est riche en espèces chimiques circumstellaires et a permis à elle seule d'en observer une cinquantaine. Il n'y a pas de limite claire entre espèces interstellaires et circumstellaires, de sorte que les deux types sont listés dans les tables ci-dessous.
L'astrochimie cherche notamment à comprendre comment se forment ces espèces chimiques et à expliquer leurs abondances relatives. La densité extrêmement faible du milieu interstellaire ne favorise pas la formation de telles espèces car elle rend les réactions en phase gazeuse entre espèces électriquement neutres (atomes ou molécules) particulièrement inefficaces. Ces régions ont de plus une température généralement très basse, typiquement de l'ordre de 10 K au sein d'un nuage moléculaire, ce qui réduit encore davantage les vitesses de réaction, tandis que les rayonnements ultraviolets tendent à détruire les molécules par photochimie. Expliquer les abondances relatives des espèces chimiques dans l'espace nécessite de calculer l'équilibre entre la formation et la destruction de ces espèces à l'aide de la chimie ionique en phase gazeuse, souvent guidée par les rayons cosmiques, de la science des surfaces sur les possières cosmiques, des transferts radiatifs parmi lesquels l'extinction interstellaire, ainsi que des réseaux de réactions chimiques complexes.

## Espèces chimiques
Les tables suivantes listent les espèces détectées dans le milieu interstellaire ou circumstellaire, groupées par nombre d'atomes constituants. Si aucune entrée n'est donnée dans la colonne « molécule », seule la forme ionisée a été détectée. Si aucune désignation n'a été donnée dans la littérature scientifique, le champ « Espèce chimique » est laissé vide.

### Espèces diatomiques (43)

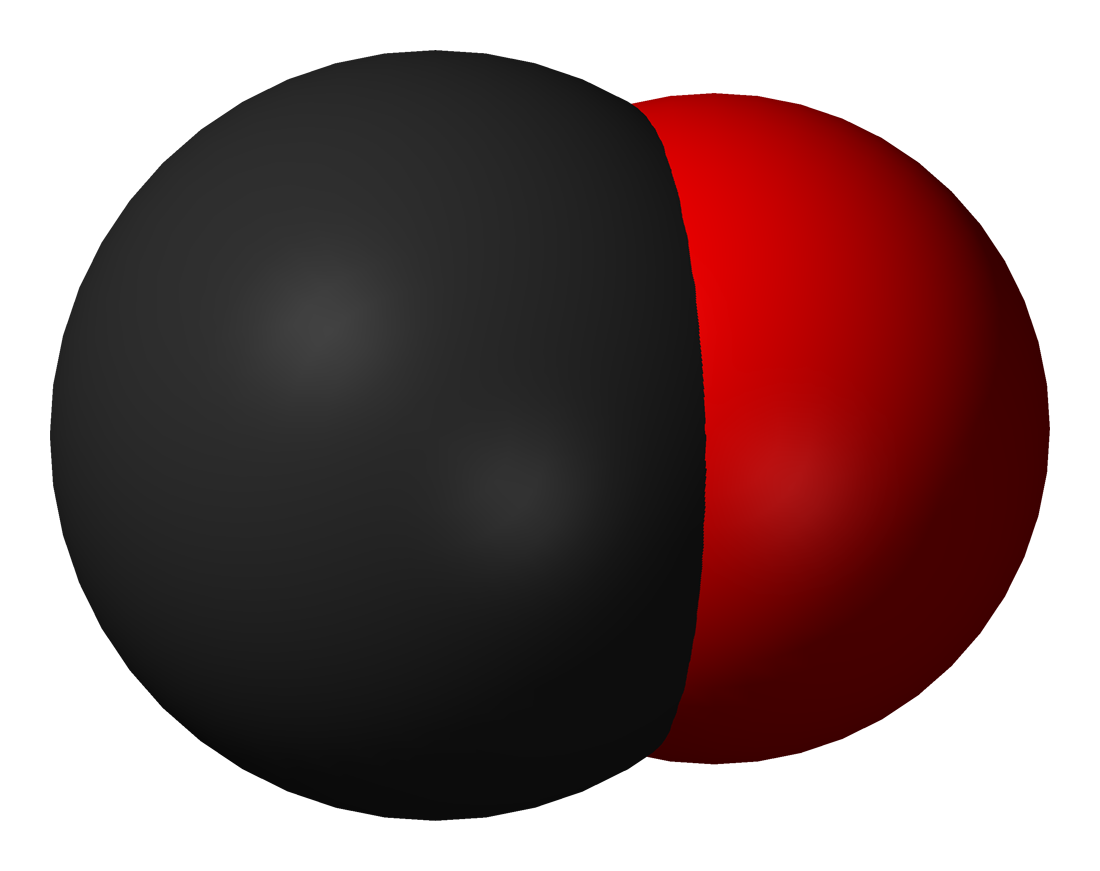
Le monoxyde de carbone est fréquemment utilisé pour déterminer la distribution de masse dans les nuages interstellaires.

| Espèce chimique             | Molécule ou radical | Ion      | Masse |
| --------------------------- | ------------------- | -------- | ----- |
| Dihydrogène                 | H2                  | —        | 2     |
| Hydrure d'hélium (hélonium) | —                   | HeH+     | 5     |
| Méthylidyne                 | CH                  | CH+      | 13    |
| Monohydrure d'azote         | HN,                 | —        | 15    |
| Hydroxyle                   | HO•                 | OH+      | 17    |
| Fluorure d'hydrogène        | HF                  | —        | 20    |
| Carbone diatomique          | C2,                 | —        | 24    |
| Monohydrure de magnésium    | —                   | MgH+     | 25,3  |
| Cyanogène                   | CN,                 | CN+, CN− | 26    |
| Diazote                     | N2,                 | —        | 28    |
| Monoxyde de carbone         | CO                  | CO+      | 28    |
| Monoxyde d'azote            | NO                  | NO+      | 30    |
| Fluorométhylidynium         | —                   | CF+      | 31    |
| Dioxygène                   | O2                  | —        | 32    |
| Hydrure de soufre           | SH                  | SH+      | 33    |
| Chlorure d'hydrogène        | HCl                 | HCl+     | 36,5  |
| Hydrure d'argon (argonium)  | —                   | ArH+     | 37    |
| Carbure de silicium         | SiC,                | —        | 40    |
| Mononitrure de silicium     | SiN                 | —        | 42    |
| Monophosphure de carbone    | CP                  | —        | 43    |
| Oxyde d'aluminium(II)       | AlO                 | —        | 43    |
| Monosulfure de carbone      | CS                  | —        | 44    |
| Monoxyde de silicium        | SiO                 | —        | 44    |
| Nitrure de phosphore        | PN                  | —        | 45    |
| Monofluorure d'aluminium    | AlF,                | —        | 46    |
| Mononitrure de monosoufre   | SN                  | —        | 46    |
| Monoxyde de phosphore       | PO                  | —        | 47    |
| Monoxyde de soufre          | SO                  | SO+      | 48    |
| Chlorure de sodium          | NaCl,               | —        | 58,5  |
| Monosulfure de silicium     | SiS                 | —        | 60    |
| Monochlorure d'aluminium    | AlCl,               | —        | 62,5  |
| Oxyde de titane(II)         | TiO                 | —        | 63,9  |
| Chlorure de potassium       | KCl,                | —        | 75,5  |
| Oxyde de fer(II)            | FeO                 | —        | 82    |

### Espèces triatomiques (44)

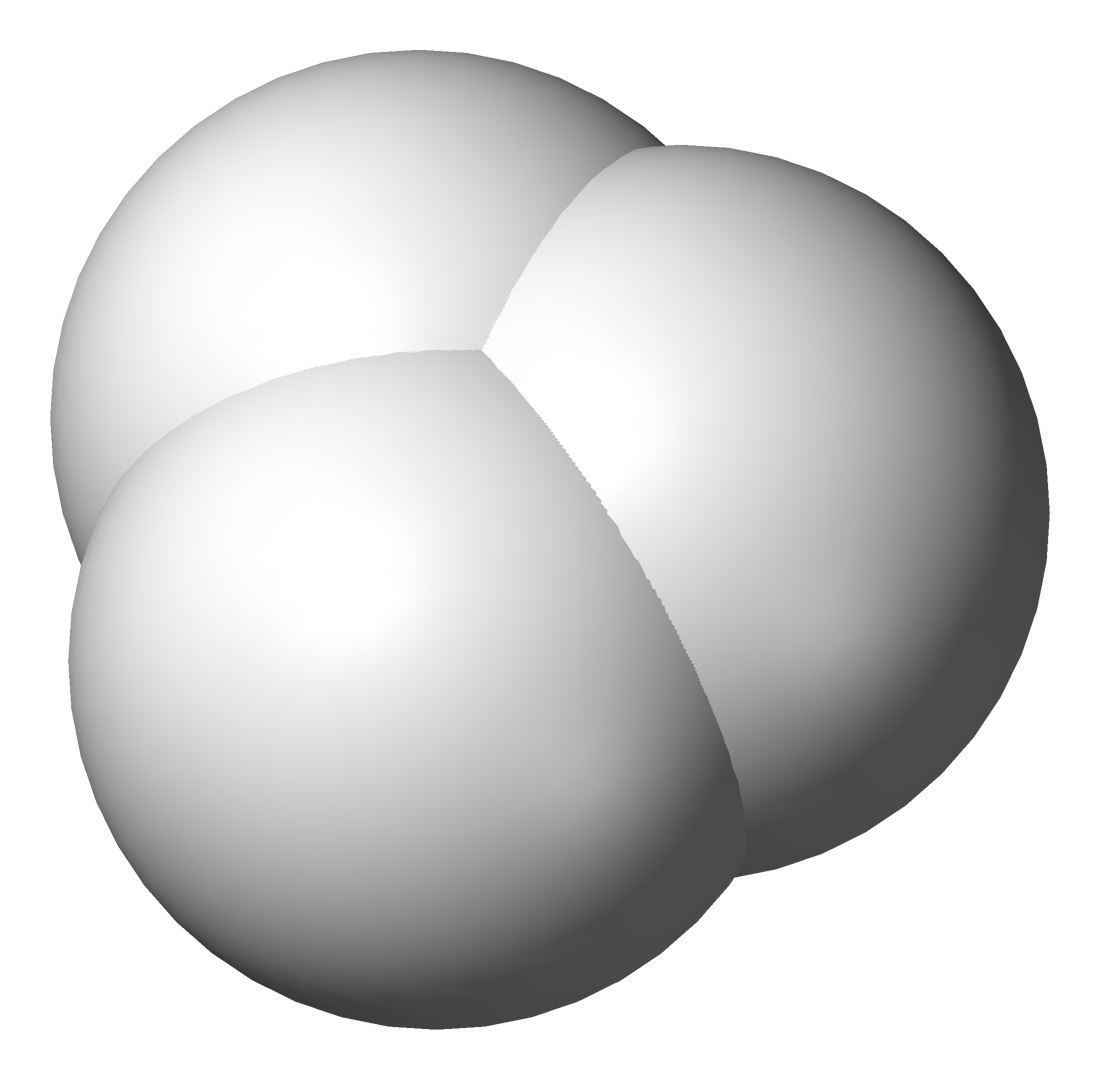
Le cation + est l'un des ions les plus abondants de l'Univers. Il a été détecté en 1993.

| Espèce chimique          | Molécule ou radical | Ion   | Masse |
| ------------------------ | ------------------- | ----- | ----- |
| Trihydrogène             | —                   | H3+   | 3     |
| Méthylène                | H2C                 | —     | 14    |
| Radical amine            | NH2                 | —     | 16    |
| Eau                      | H2O                 | H2O+  | 18    |
| Radical éthynyle         | C2H,                | —     | 25    |
| Cyanure d'hydrogène      | HCN,                | —     | 27    |
| Isocyanure d'hydrogène   | HNC                 | —     | 27    |
| Radical formyle          | HCO                 | HCO+, | 29    |
| Diazénylium              | —                   | HN2+, | 29    |
| Isoformyle               | —                   | HOC+  | 29    |
| Nitroxyle                | HNO                 | —     | 31    |
| Hydroperoxyle            | HO2                 | —     | 33    |
| Sulfure d'hydrogène      | H2S                 | —     | 34    |
| Tricarbone               | C3                  | —     | 36    |
| Chloronium               | —                   | H2Cl+ | 37,5  |
| Cyanométhylidyne         | CCN                 | —     | 38    |
| Monoxyde de dicarbone    | C2O                 | —     | 40    |
| Hydroxyde de sodium      | NaOH                | —     | 40    |
| Hydroxyde d'aluminium    | AlOH                | —     | 44    |
| Dioxyde de carbone       | CO2                 | —     | 44    |
| Phosphaéthyne            | HCP                 | —     | 44    |
| Protoxyde d'azote        | N2O                 | —     | 44    |
| Thioformyle              | HCS                 | HCS+, | 45    |
| Isothioformyle           | HSC                 | —     | 45    |
| Ozone                    | O3                  | —     | 48    |
| Cyanure de sodium        | NaCN                | —     | 49    |
| Cyanure de magnésium     | MgCN                | —     | 50    |
| Isocyanure de magnésium  | MgNC                | —     | 50    |
| c-dicarbure de silicium  | c-SiC2,             | —     | 52    |
| Isocyanure d'aluminium   | AlNC                | —     | 53    |
| Carbonitrure de silicium | SiCN                | —     | 54    |
| —                        | SiNC                | —     | 54    |
| —                        | C2P                 | —     | 55    |
| Thioxoéthénylidène       | C2S                 | —     | 56    |
| Oxysulfure de carbone    | OCS                 | —     | 60    |
| Dioxyde de soufre        | SO2,                | —     | 64    |
| Cyanure de potassium     | KCN                 | —     | 65    |
| Carbure de disilicium    | SiCSi               | —     | 68    |
| Dioxyde de titane        | TiO2                | —     | 79,9  |
| Cyanure de fer           | FeCN                | —     | 82    |
| Isocyanure de calcium    | CaNC                | —     | 92    |

### Espèces à quatre atomes (33)

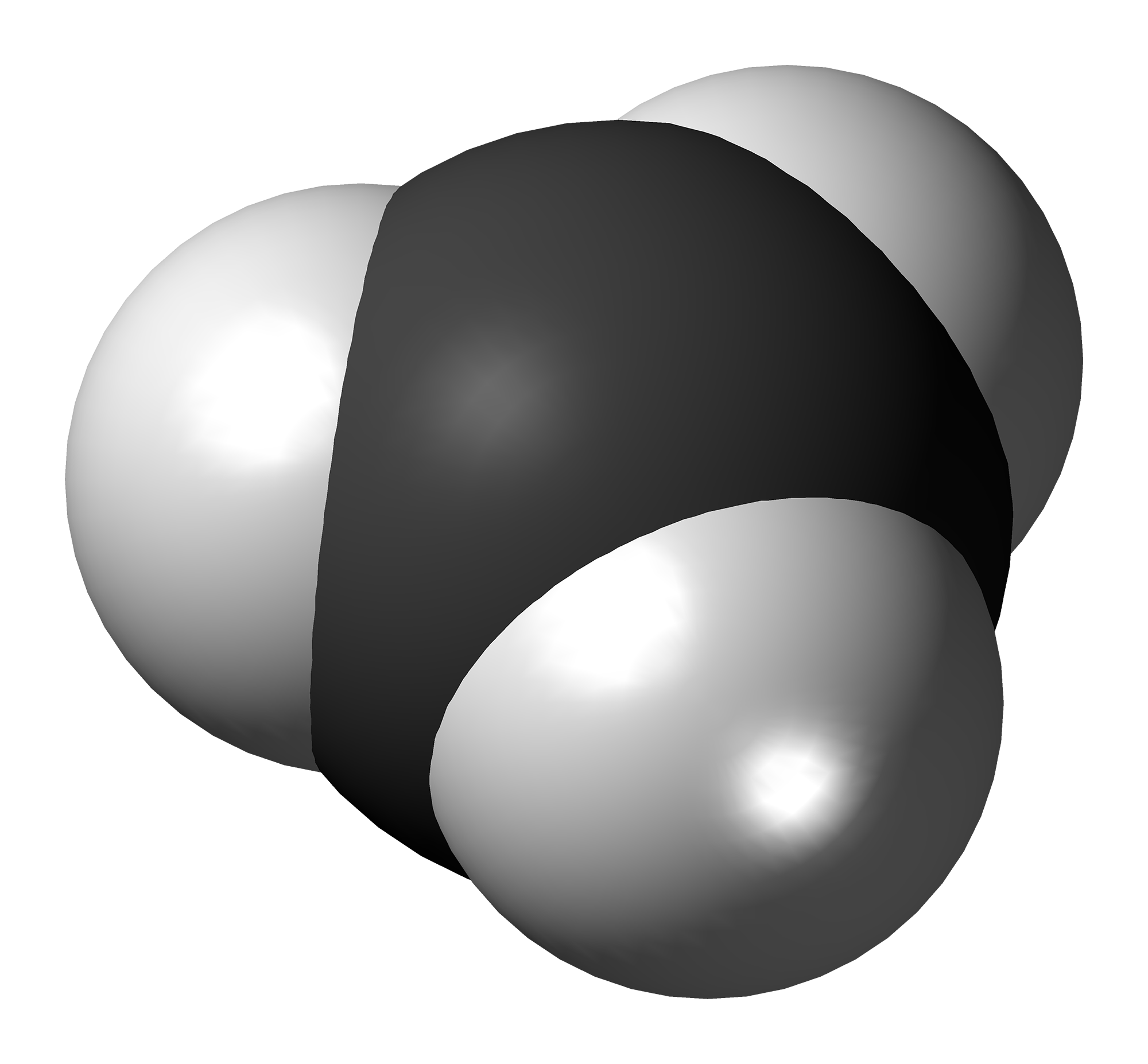
Cation méthylium +, détecté en 2023 par le JWST dans un disque protoplanétaire du nuage d'Orion.

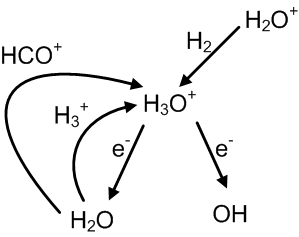
Réactions principales du cation hydronium + dans le milieu interstellaire.

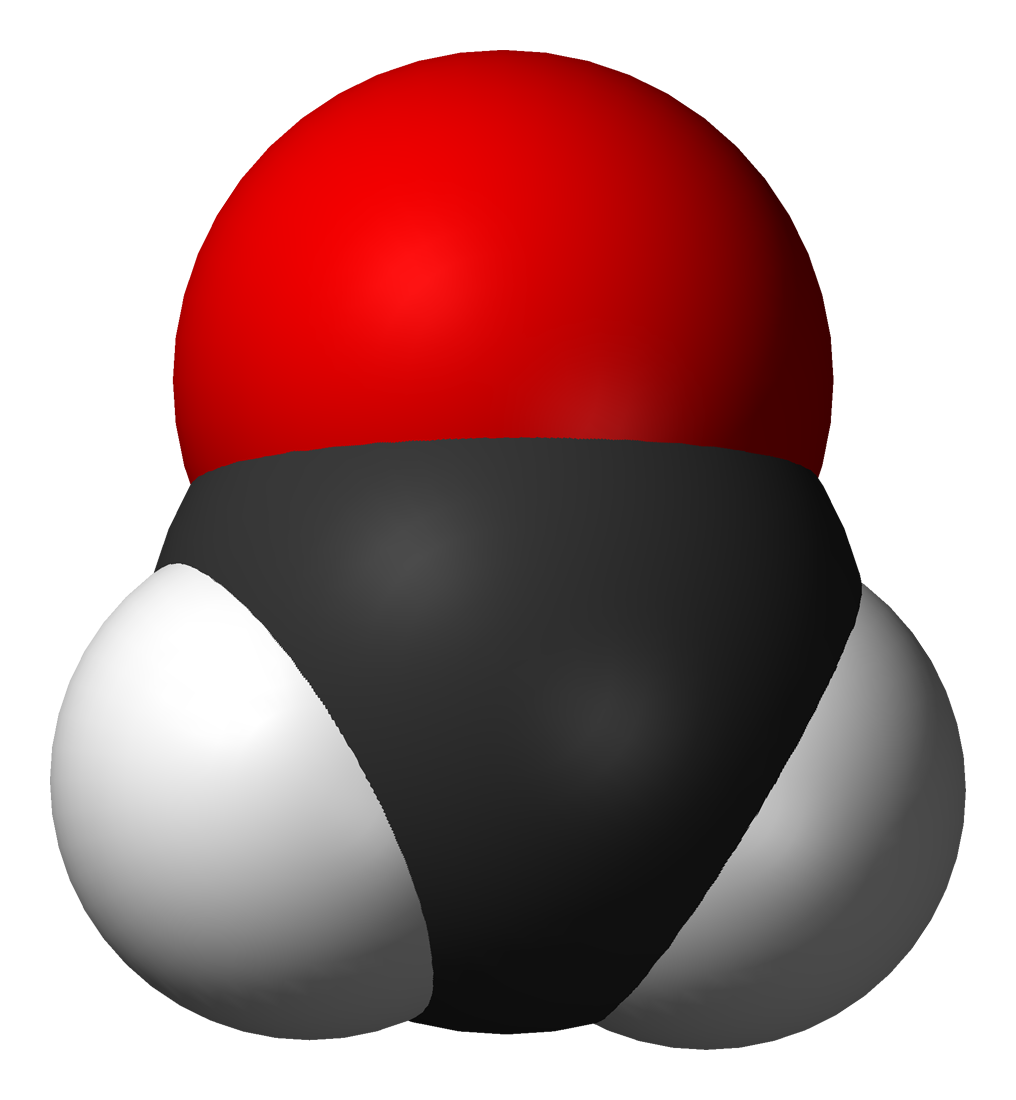
Formaldéhyde, composé organique largement distribué dans le milieu interstellaire.

| Espèce chimique                  | Molécule ou radical | Ion    | Masse |
| -------------------------------- | ------------------- | ------ | ----- |
| Méthyle et cation méthylium      | CH3                 | CH3+   | 15    |
| Ammoniac                         | NH3,                | —      | 17    |
| Hydronium                        | —                   | H3O+   | 19    |
| Acétylène                        | C2H2                | —      | 26    |
| Cyanure d'hydrogène protoné      | —                   | HCNH+  | 28    |
| Aminocarbyne                     | H2NC                | —      | 28    |
| Méthylène amidogène              | H2CN                | H2CN+  | 28    |
| Formaldéhyde                     | H2CO                | —      | 30    |
| Peroxyde d'hydrogène             | HOOH                | —      | 34    |
| Phosphine                        | PH3                 | —      | 34    |
| Propynylidyne                    | l-C3H,              | l-C3H+ | 37    |
| Cyclopropynylidyne               | c-C3H               | —      | 37    |
| Cyanocarbène                     | HCCN                | —      | 39    |
| Cétényle                         | HCCO                | —      | 41    |
| Radical cyanomidyle              | HNCN                | —      | 41    |
| Acide cyanique                   | HOCN                | —      | 43    |
| Acide fulminique                 | HCNO                | —      | 43    |
| Acide isocyanique                | HNCO                | —      | 43    |
| Dioxyde de carbone protoné       | —                   | HOCO+  | 45    |
| Thioformaldéhyde                 | H2CS                | —      | 46    |
| Acide nitreux                    | HNO2                | —      | 47    |
| Cyanoéthynyle                    | C3N                 | C3N−   | 50    |
| Isocyanure d'hydromagnésium      | HMgNC               | —      | 51,3  |
| Isocyanogène                     | CNCN                | —      | 52    |
| Monoxyde de tricarbone           | C3O                 | —      | 52    |
| Acide isothiocyanique            | HNCS                | —      | 59    |
| Acide thiocyanique               | HSCN                | —      | 59    |
| Tricarbure de silicium rhombique | c-SiC3,             | —      | 64    |
| Sulfure de tricarbone            | C3S,                | —      | 68    |

### Espèces à cinq atomes (22)

Le méthane a également été détecté sur des comètes et dans l'atmosphère de plusieurs planètes du système solaire.

| Espèce chimique                | Molécule ou radical | Ion    | Masse |
| ------------------------------ | ------------------- | ------ | ----- |
| Méthane                        | CH4,                | —      | 16    |
| Ammonium                       | —                   | NH4+   | 18    |
| Méthanimine                    | H2C=NH              | —      | 29    |
| Formaldéhyde protoné           | —                   | H2COH+ | 31    |
| Radical méthoxy                | H3CO•               | —      | 31    |
| Silane                         | SiH4                | —      | 32    |
| Hydroxylamine                  | NH2OH               | —      | 33    |
| Cyclopropénylidène             | c-C3H2,             | —      | 38    |
| Propadiénylidène               | l-C3H2              | —      | 38    |
| Cyanométhyle                   | H2CCN               | —      | 40    |
| Cétène                         | H2C2O               | —      | 42    |
| Cyanamide hydrogène            | NCNH2, HNCNH        | —      | 42    |
| Acide formique                 | HCOOH               | —      | 46    |
| Butadiynyle                    | C4H                 | C4H−   | 49    |
| Cyanoacétylène                 | HC3N,               | —      | 51    |
| Isocyanoacétylène              | HCC-NC              | —      | 51    |
| Cyanogène protoné              | —                   | NCCNH+ | 53    |
| Cyanoformaldéhyde              | HC(O)CN             | —      | 55    |
| C5 linéaire                    | C5,                 | —      | 60    |
| Cluster de carbure de silicium | SiC4                | —      | 92    |

### Espèces à six atomes (18)

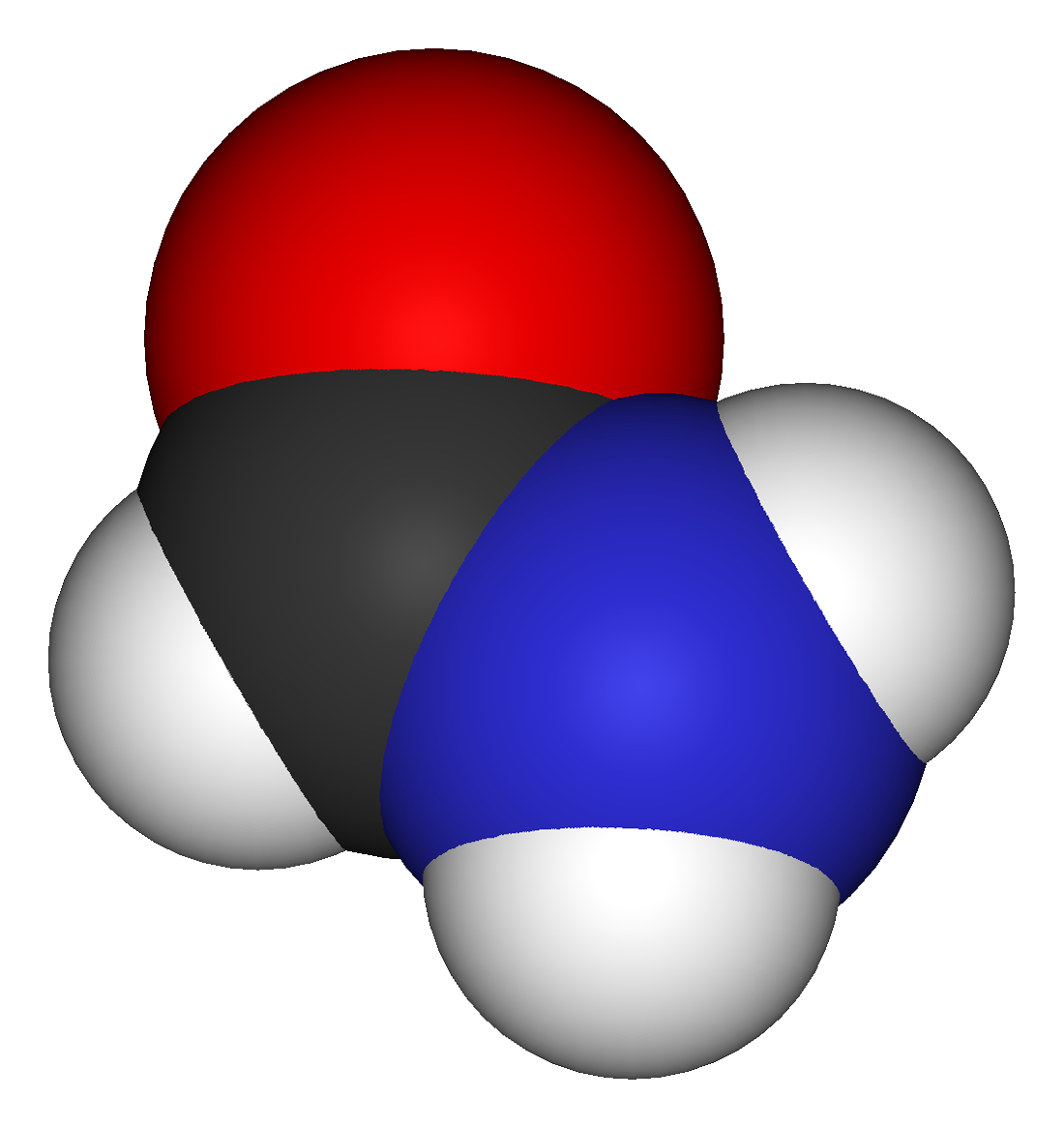
Dans le milieu interstellaire, le formamide (ci-dessus) peut se combiner avec du méthylène pour former de l'acétamide.

| Espèce chimique         | Molécule ou radical | Ion    | Masse |
| ----------------------- | ------------------- | ------ | ----- |
| Éthylène                | C2H4                | —      | 28    |
| Méthanol                | CH3OH               | —      | 32    |
| Acétonitrile            | CH3CN,              | —      | 40    |
| Céténimine              | CH2CNH              | —      | 40    |
| Isocyanure de méthyle   | CH3NC               | —      | 40    |
| Formamide               | HCONH2              | —      | 44    |
| Méthanethiol            | CH3SH               | —      | 48    |
| Butadiyne (diacétylène) | l-H2C4,             | —      | 50    |
| Cyanoacétylène protoné  | —                   | HC3NH+ | 52    |
| Cyclopropénone          | c-H2C3O             | —      | 54    |
| E-Cyanométhanimine      | HNCHCN              | —      | 54    |
| Propynal                | HC2CHO              | —      | 54    |
| Cyanure de silyle       | SiH3CN              | —      | 57    |
| Pentynylidyne           | C5H,                | —      | 61    |
| Acide carbonique        | H2CO3               | —      | 62    |
| —                       | HC4N                | —      | 63    |
| Cyanobutadiynyle        | C5N                 | —      | 74    |
| —                       | C5S                 | —      | 92    |

### Espèces à sept atomes (14)

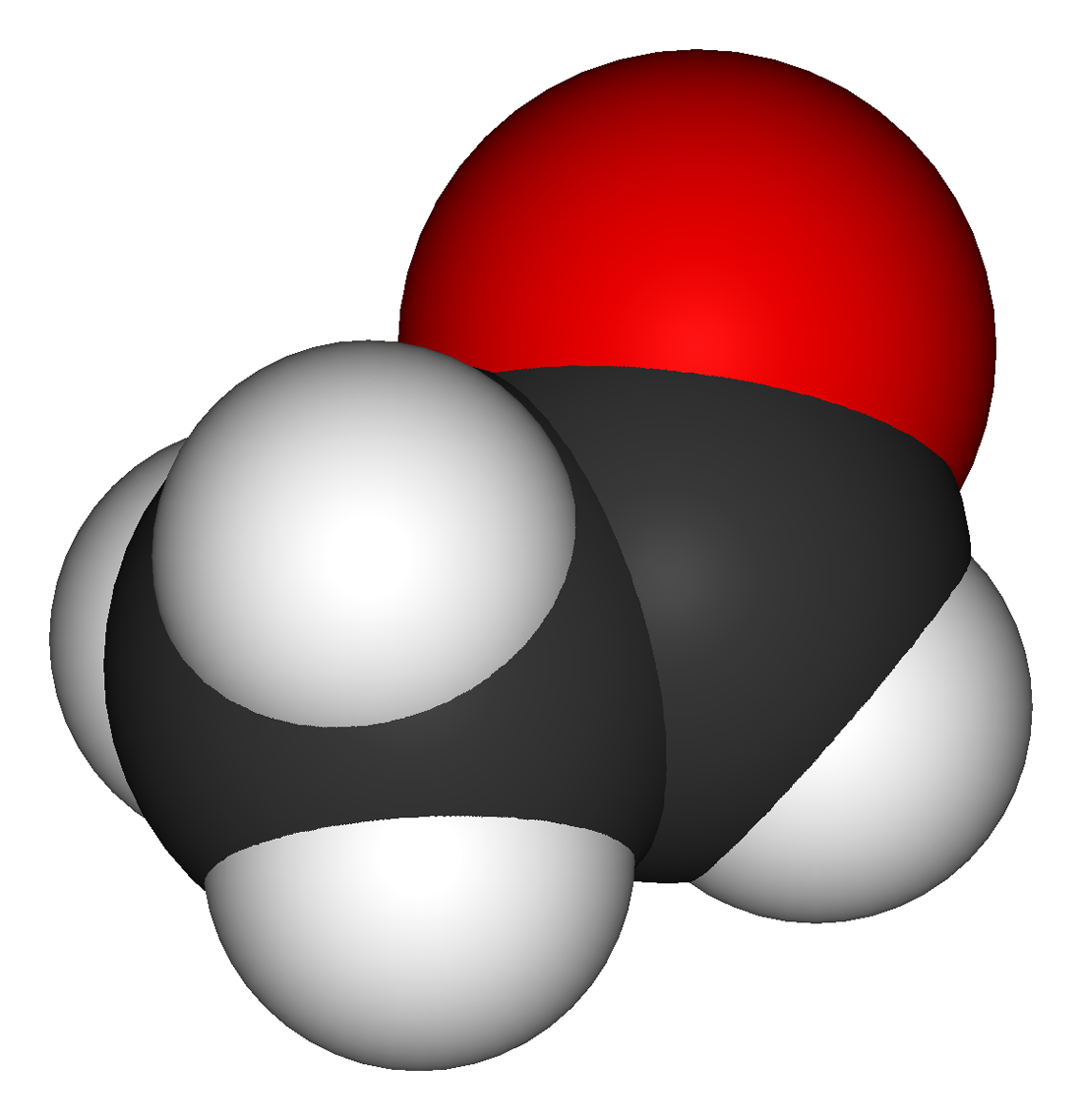
L'acétaldéhyde (ci-dessus) et ses isomères alcool vinylique et oxyde d'éthylène ont été détectés dans le milieu interstellaire.

| Espèce chimique                      | Molécule ou radical | Ion   | Masse |
| ------------------------------------ | ------------------- | ----- | ----- |
| Méthylamine                          | H3CNH2              | —     | 31    |
| Propyne (méthylacétylène)            | CH3C2H              | —     | 40    |
| Oxyde d'éthylène                     | c-C2H4O             | —     | 44    |
| Acétaldéhyde                         | CH3CHO,             | —     | 44    |
| Alcool vinylique                     | H2C=CHOH            | —     | 44    |
| Acrylonitrile                        | CH2=CHC≡N,          | —     | 53    |
| Propargylimine                       | HC≡CCH=NH           | —     | 53    |
| Isocyanate de méthyle                | H3CNCO              | —     | 57    |
| Glycolonitrile (hydroxyacétonitrile) | HOCH2CN             | —     | 57    |
| Hexatriynyle                         | •C6H,               | C6H−, | 73    |
| Cyanodiacétylène                     | HC4CN,              | —     | 75    |
| Isocyanodiacétylène                  | HC≡C−C≡C−N+≡C−      | —     | 75    |
| —                                    | HC5O•               | —     | 77    |

### Espèces à huit atomes (13)

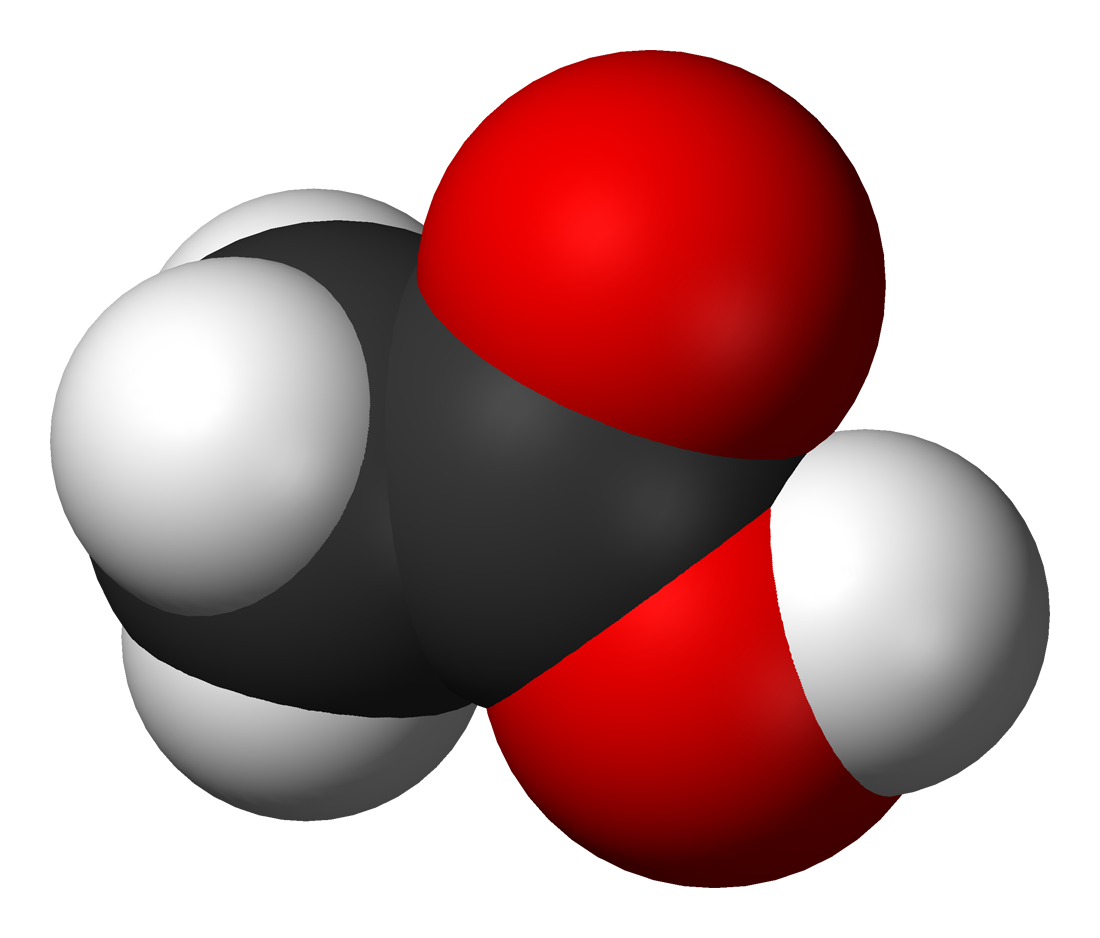
La signature radio de l'acide acétique, un composé existant dans le vinaigre, a été confirmée en 1997.

| Espèce chimique       | Molécule ou radical | Ion | Masse |
| --------------------- | ------------------- | --- | ----- |
| Éthanimine            | CH3CH=NH            | —   | 43    |
| Éthènamine            | CH2=CHNH2           | —   | 43    |
| Acroléine             | CH2CHCHO            | —   | 56    |
| Aminoacétonitrile     | NH2CH2CN            | —   | 56    |
| Acide acétique        | CH3COOH             | —   | 60    |
| Glycolaldéhyde        | H2COHCHO            | —   | 60    |
| Formiate de méthyle   | HCOOCH3,            | —   | 60    |
| Urée                  | (NH2)2CO            | —   | 60    |
| Cyanure propargylique | HC≡C−CH2CN          | —   | 65    |
| Méthylcyanoacétylène  | H3CC2CN             | —   | 65    |
| Cyanoallène           | CH2CCHCN,           | —   | 65    |
| Hexapentaénylidène    | H2C6,               | —   | 74    |
| Radical heptatriényle | •C7H                | —   | 85    |

### Espèces à neuf atomes (11)

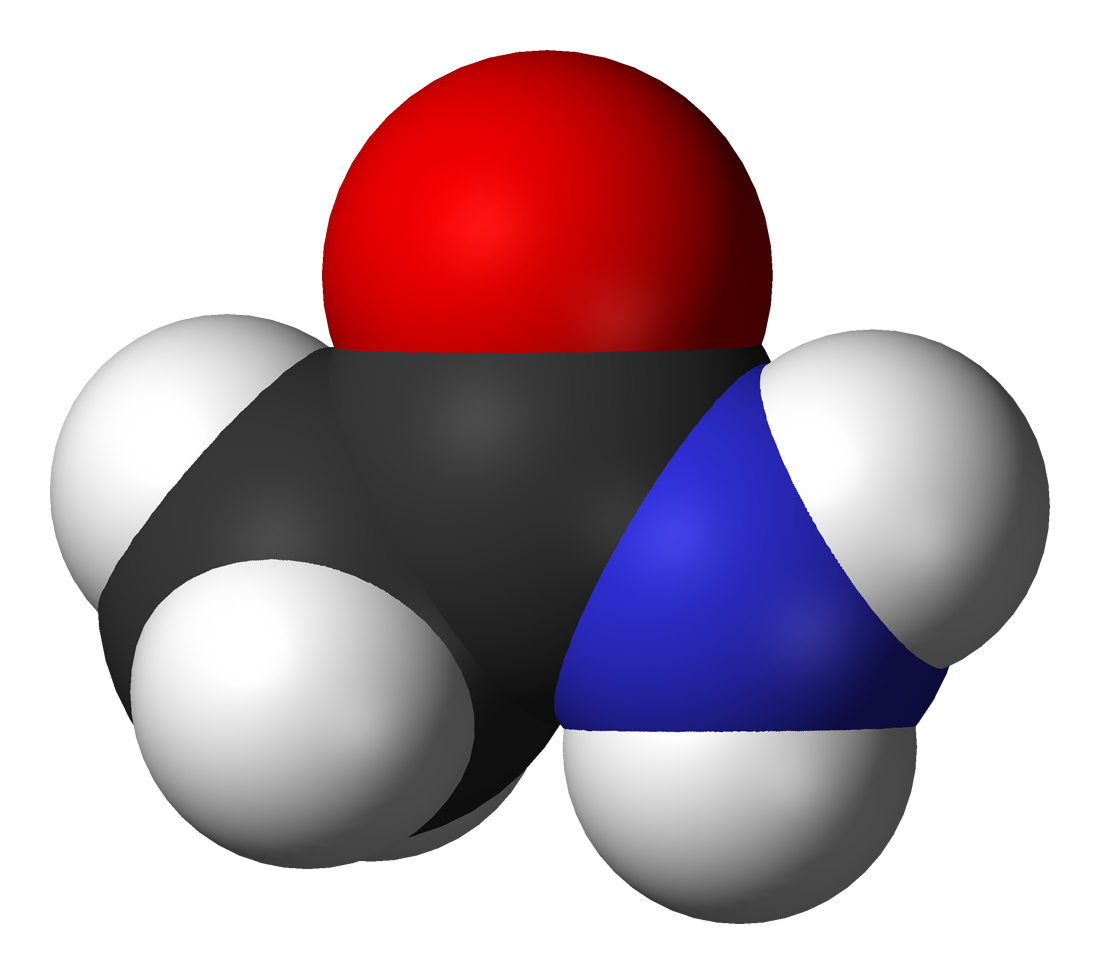
L'acétamide a été détecté dans le nuage moléculaire Sagittarius B2 ainsi que dans la chevelure de la comète 67P/Tchourioumov-Guérassimenko.

| Espèce chimique                     | Molécule ou radical | Ion   | Masse |
| ----------------------------------- | ------------------- | ----- | ----- |
| Propylène                           | CH3CHCH2            | —     | 42    |
| Éthanol                             | CH3CH2OH            | —     | 46    |
| Méthoxyméthane (diméthyléther)      | CH3OCH3             | —     | 46    |
| Propionitrile                       | CH3CH2CN,           | —     | 55    |
| Acétamide                           | CH3CONH2,           | —     | 59    |
| N-Méthylformamide                   | CH3NHCHO            | —     | 59    |
| Éthanethiol                         | CH3CH2SH            | —     | 62    |
| Méthyldiacétylène                   | CH3C4H              | —     | 64    |
| Octatétraynyle                      | •C8H                | C8H−, | 97    |
| Cyanohexatriyne (cyanotriacétylène) | HC7N,               | —     | 99    |

### Espèces à dix atomes ou plus (24)

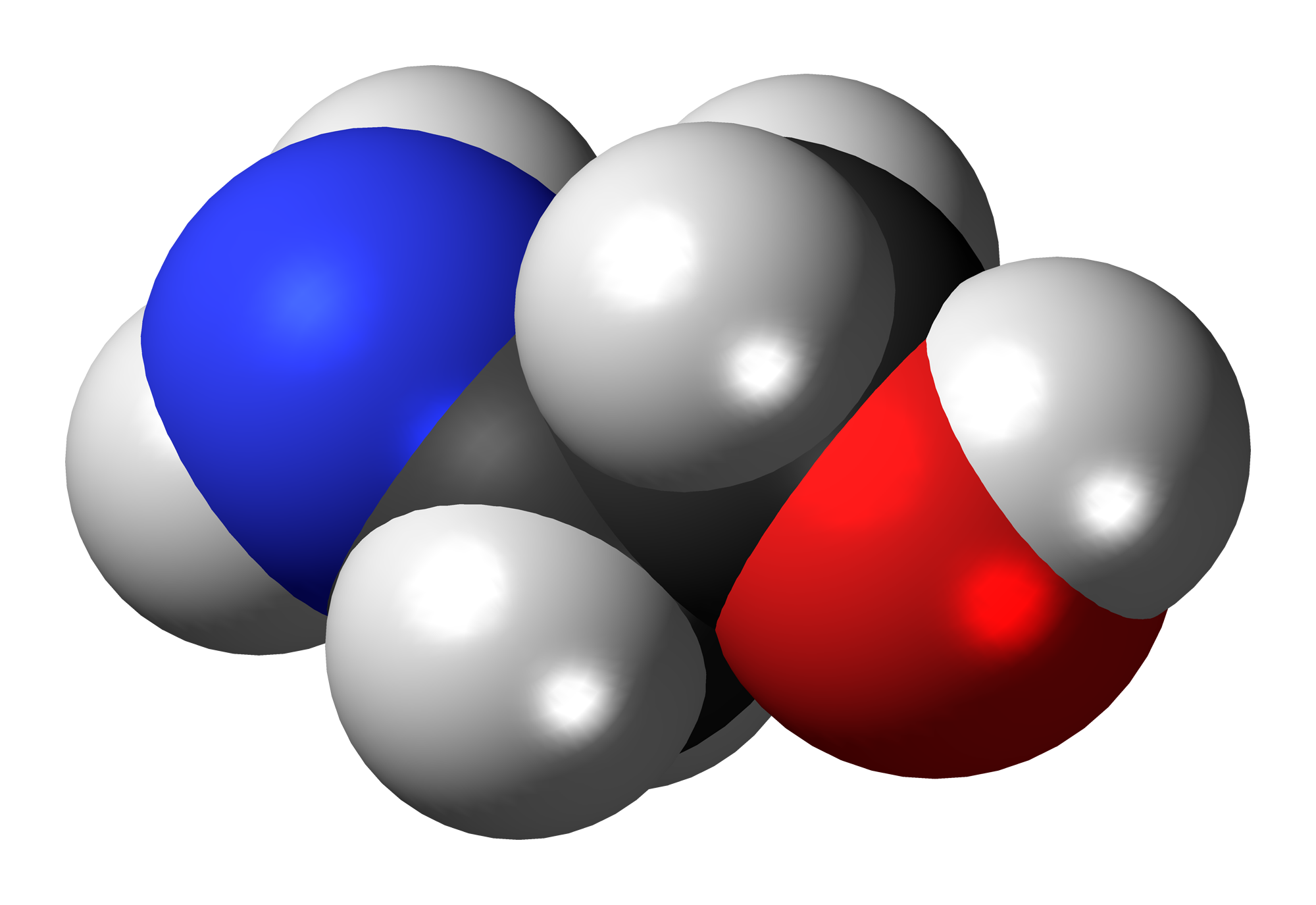
L'éthanolamine, composé organique important en biochimie, a été détectée au sein du nuage moléculaire Sagittarius B2.

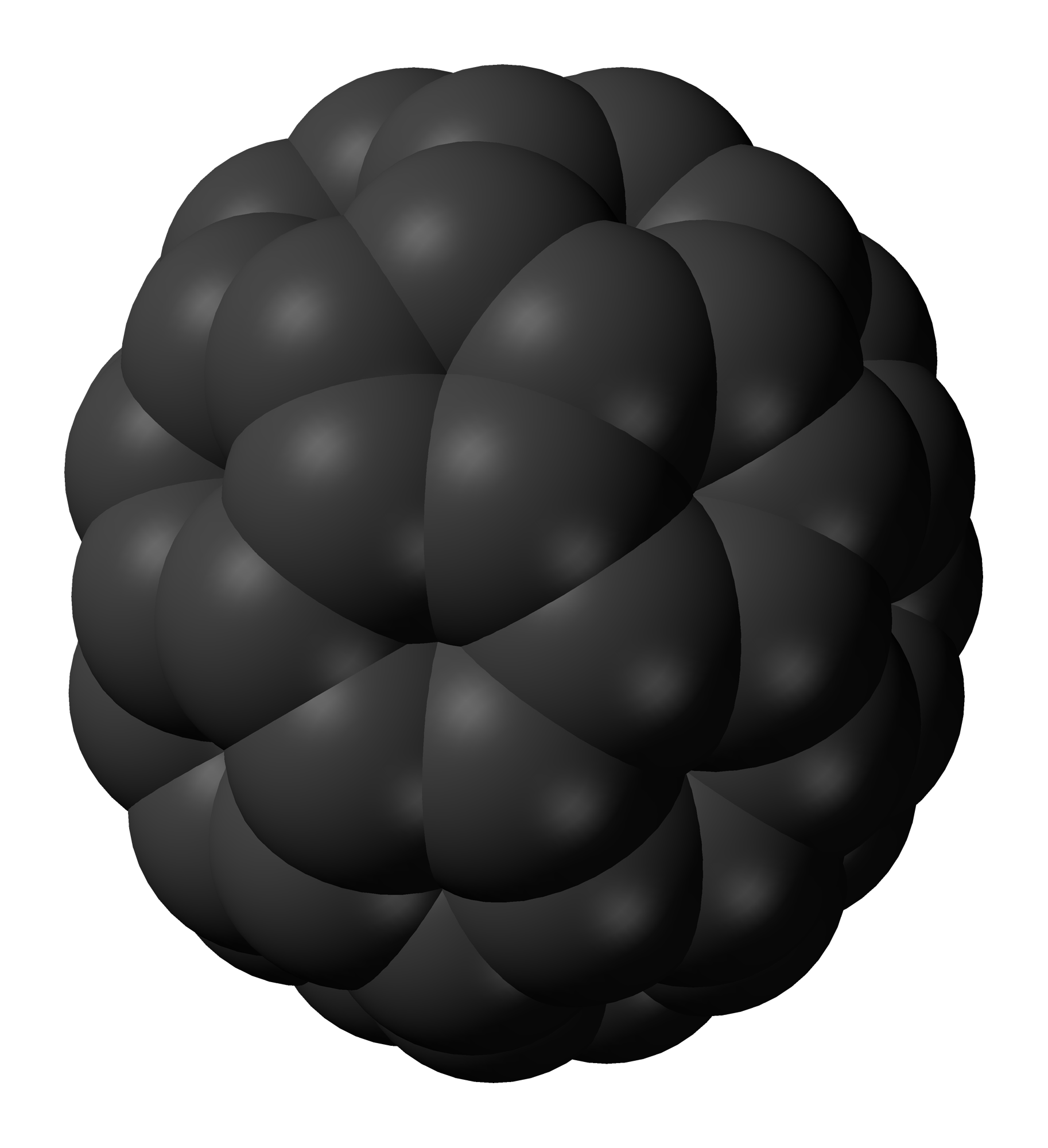
Le fullerène, plus grosse espèce chimique observée dans l'espace, a été détecté dans une nébuleuse planétaire en 2010.

| Atomes | Espèce chimique           | Molécule ou radical | Ion   | Masse |
| ------ | ------------------------- | ------------------- | ----- | ----- |
| 10     | Acétone                   | (CH3)2CO,           | —     | 58    |
| 10     | Propanal                  | CH3CH2CHO           | —     | 58    |
| 10     | Oxyde de propylène        | CH3CHCH2O,          | —     | 58    |
| 10     | Éthylène glycol           | (CH2OH)2            | —     | 62    |
| 10     | Méthoxyméthanol (en)      | CH3OCH2OH           | —     | 62    |
| 10     | Méthyl-cyano-diacétylène  | CH3C5N              | —     | 89    |
| 11     | Éthanolamine              | NH2CH2CH2OH         | —     | 61    |
| 11     | Formiate d'éthyle         | C2H5OCHO            | —     | 74    |
| 11     | Acétate de méthyle        | CH3COOCH3           | —     | 74    |
| 11     | Méthyltriacétylène        | CH3C6H,             | —     | 88    |
| 11     | Cyanotétra-acétylène      | HC8CN,              | —     | 123   |
| 12     | Butyronitrile             | C3H7CN              | —     | 69    |
| 12     | Isobutyronitrile          | (CH3)2CHCN          | —     | 69    |
| 12     | Benzène                   | C6H6                | —     | 78    |
| 13     | 2-Méthoxyéthanol          | CH3OCH2CH2OH        | —     | 76    |
| 13     | Benzonitrile              | C6H5CN              | —     | 103   |
| 13     | Cyanopentaacétylène       | HC10CN              | —     | 147   |
| 17     | Indène                    | C9H8                | —     | 116   |
| 19     | 1-Cyanonaphtalène         | C10H7CN             | —     | 153   |
| 19     | 2-Cyanonaphtalène         | C10H7CN             | —     | 153   |
| 27     | 1-, 2- et 4-cyanopyrènes, | CN-C16H9            | —     | 227   |
| 60     | Buckminsterfullerène      | C60                 | C60+, | 720   |
| 70     | Fullerène C70             | C70                 | —     | 840   |

## Espèces contenant du deutérium (22)

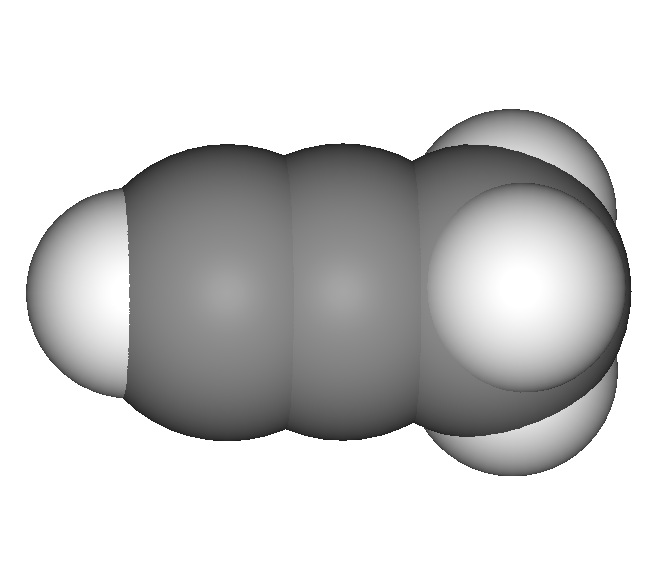
Propyne deutéré, détecté en 1991 à proximité du nuage moléculaire 1 du Taureau, (TMC-1).

| Atomes | Espèce chimique            | Formule         |
| ------ | -------------------------- | --------------- |
| 2      | Deutérure d'hydrogène,     | HD              |
| 3      | Trihydrogène deutéré,      | H2D+, HD2+      |
| 3      | Eau lourde,                | HDO, D2O        |
| 3      | Cyanure d'hydrogène        | DCN             |
| 3      | Radical formyle            | •CDO            |
| 3      | Isocyanure d'hydrogène     | DNC             |
| 3      | —                          | N2D+            |
| 3      | Radical amine (en)         | •NHD, •ND2      |
| 4      | Ammoniac,                  | NH2D, NHD2, ND3 |
| 4      | Formaldéhyde,              | HDCO, D2CO      |
| 4      | Acide isocyanique          | DNCO            |
| 5      | Ion ammonium               | NH3D+           |
| 6      | Formamide                  | NH2CDO, NHDCHO  |
| 7      | Propyne, (méthylacétylène) | CH2DCCH, CH3CCD |

## Espèces chimiques dont l'observation astronomique attend confirmation (13)

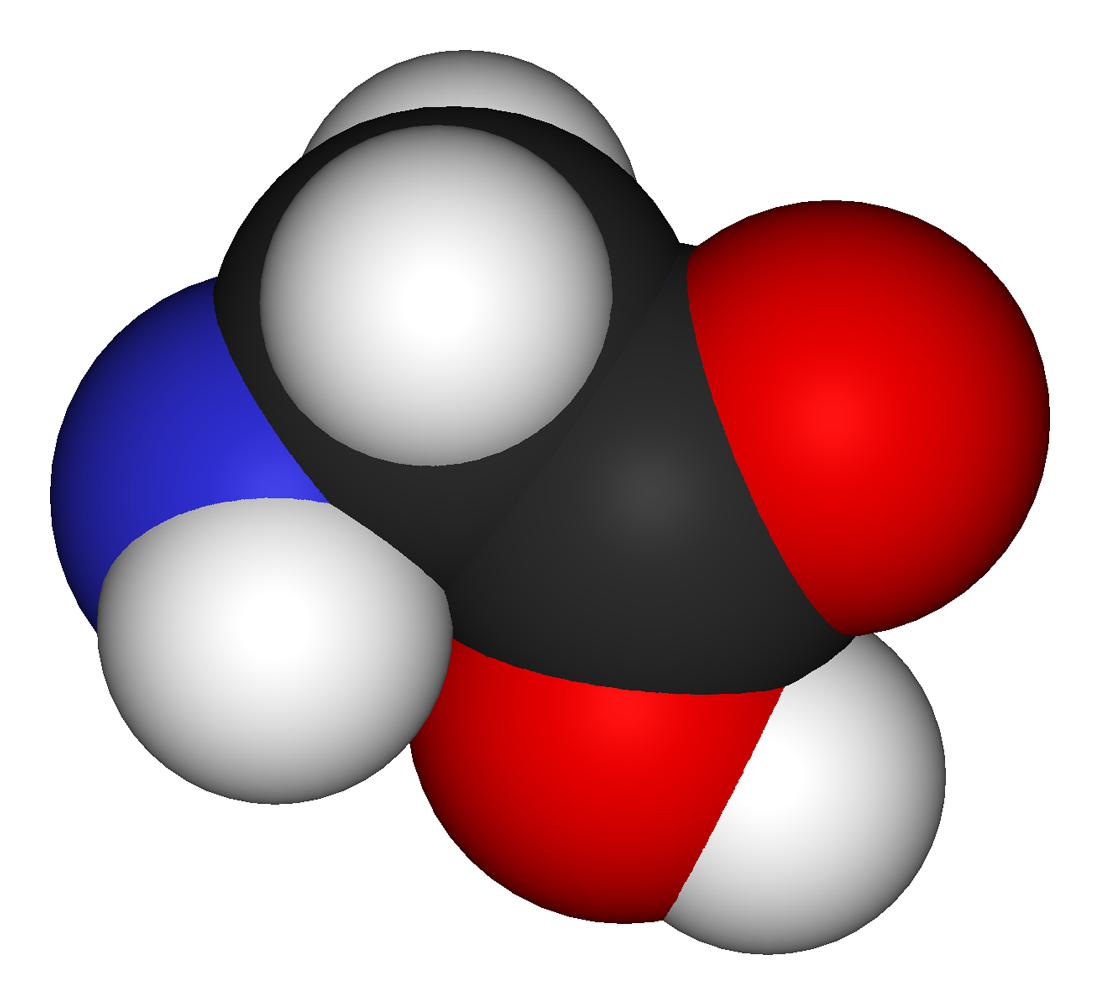
Glycine, acide aminé protéinogène le plus simple, probablement présent dans le milieu interstellaire, ainsi que dans certaines comètes.

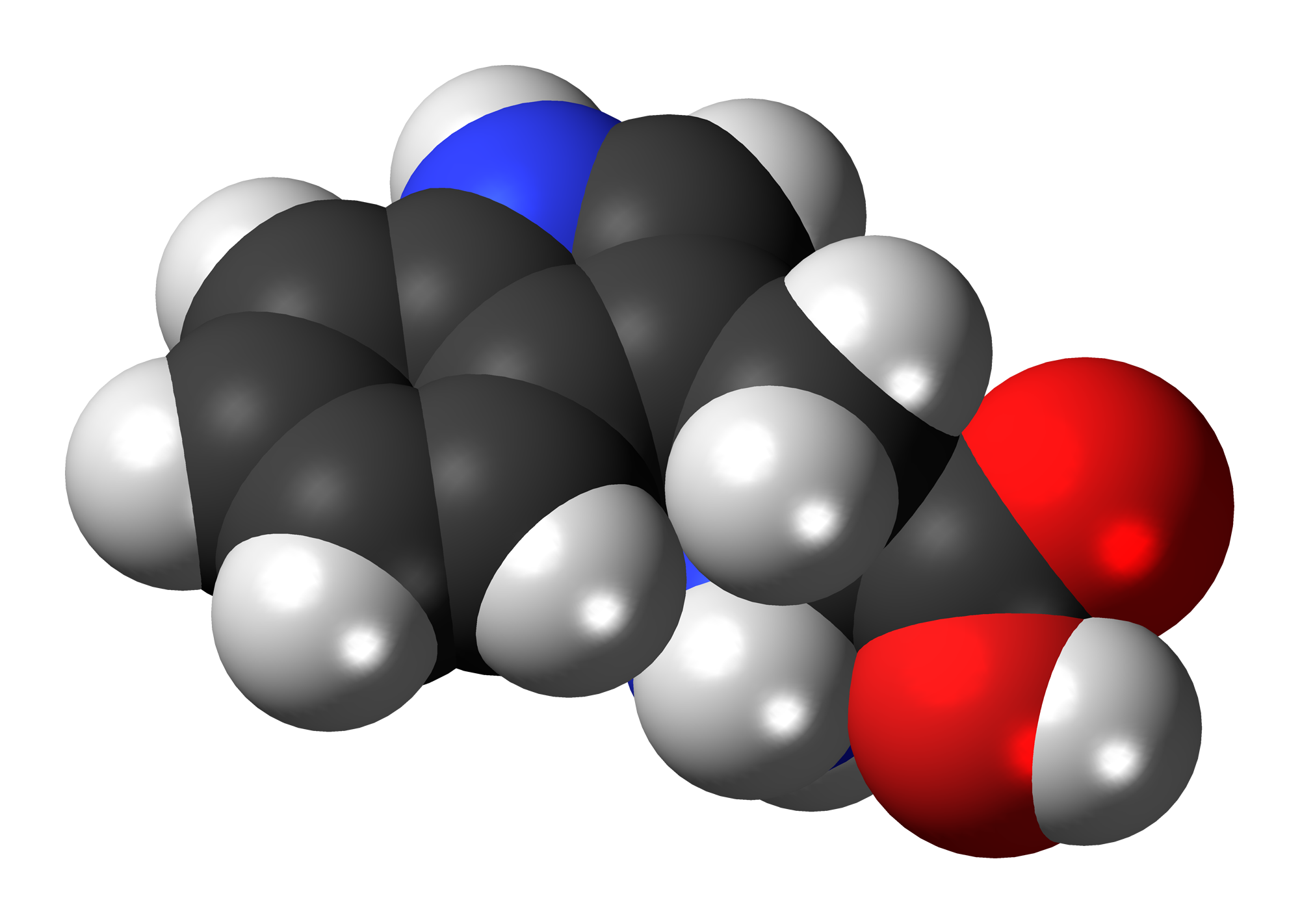
Tryptophane, acide aminé protéinogène le plus complexe, peut-être présent dans la région IC 348 du nuage moléculaire de Persée.

La détection des espèces suivantes a été rapportée dans la littérature scientifique, mais n'a pas encore été confirmée par des recherches ultérieures.
| Atomes | Espèce chimique                    | Formule      |
| ------ | ---------------------------------- | ------------ |
| 2      | Silylidyne                         | SiH          |
| 4      | Monoacétylure de magnésium         | MgCCH        |
| 4      | Cyanophosphaéthyne                 | NCCP         |
| 5      | —                                  | H2NCO+       |
| 8      | Méthylsilane                       | CH3SiH3      |
| 10     | Glycine,                           | HOOC−CH2−NH2 |
| 12     | Méthoxyéthane (méthyl-éthyl-éther) | CH3OC2H5     |
| 12     | Dihydroxyacétone                   | CO(CH2OH)2   |
| 18     | Cation naphtalène                  | C10H8+       |
| 24     | Graphène                           | C24          |
| 24     | Anthracène                         | C14H10       |
| 26     | Pyrène                             | C16H10       |
| 27     | Tryptophane                        | C11H12N2O2   |